# Choiza
Choi Jae-ho (en hangul, 최재호; Seúl, 17 de marzo de 1980), más conocido por su nombre artístico Choiza (en hangul, 최자), es un rapero surcoreano. Él y Gaeko conforman el dúo de hip-hop surcoreano Dynamic Duo.

## Vida personal
En agosto de 2014, Choiza admitió públicamente su relación con la antigua miembro de f(x) Sulli Choi. Esto fue confirmado también por la Ameba Culture en un comunicado de prensa. En marzo de 2017, S.M. Entertainment anunció que la pareja había terminado.

## Carrera
Junto a Gaeko conforman el dúo de hip-hop Dynamic Duo, que saltó a la fama con el lanzamiento de su álbum debut Taxi Driver 2004.

## Filmografía

### Programas de televisión
| Año  | Título                     | Canal | Notas                               |
| ---- | -------------------------- | ----- | ----------------------------------- |
| 2020 | Law of the Jungle in Chuuk |       | miembro                             |
| 2019 | King of Mask Singer        |       | Participó como "Eggplant" - ep. 225 |
| 2015 | Hello Counselor            | KBS2  | Invitado - ep. 250                  |
| 2011 | Running Man                | SBS   | Invitado - ep. 59                   |